# Bitwa pod Periteorion
Bitwa pod Periteorion – starcie zbrojne, które miało miejsce w roku 1345.
W roku 1344 Momcził, przywódca bułgarskich rozbójników walczący na służbie Aleksego Apopaukosa odnosił sukcesy w walce z flotą turecką Umura Paszy. Po dojściu do władzy Jana VI Kantakuzena, Momcził kontynuował rozboje w Rodopach, czym rozgniewał cesarza, a następnie pokonał wysłane przeciwko niemu oddziały bizantyjskie w bitwie pod Masinopolem (Komotini).
W roku 1345 doszło do sojuszu Jana VI z Osmanami, którzy wraz z Bizantyńczykami wyruszyli przeciwko Momcziłowi. Ten wycofując się dotarł do twierdzy Periteorion. Dnia 7 lipca 1345 r. wojska bizantyńsko-tureckie podeszły pod twierdzę, otaczając półkolem 4000 jeźdźców Momcziła. Po przyparciu przeciwnika do murów miasta sprzymierzeni zasypali go gradem strzał. Po zaciętej bitwie żołnierze Momcziła zostali pokonani, a on sam poniósł śmierć. Nieliczni, którzy przeżyli dostali się do niewoli.

## Literatura
- Zygmunt Ryniewicz: Leksykon bitew świata, wyd. Almapress, Warszawa 2004.